# Dutch Holland
Robert Clyde „Dutch“ Holland (* 12. Oktober 1903 in Middlesex, North Carolina; † 16. Juni 1967 in Lumberton, North Carolina) war ein US-amerikanischer Baseballspieler in der Major League Baseball (MLB) auf der Position des Outfielders.

## Werdegang
Holland besuchte die North Carolina State University, auf der er von 1923 bis 1925 College-Baseball spielte. Sein MLB-Debüt gab er im Alter von 28 Jahren im Trikot der Boston Braves am 16. August 1932 gegen die Chicago Cubs. In dem Spiel spielte er im Leftfield und hatte einen Hit und einen Run Batted In (RBI). Das Spiel verloren die Braves mit 3 zu 4. 1932 machte er insgesamt 39 Spiele für die Braves und kam auf 46 Hits bei einer Batting Average von .295. Ein Jahr später lief er nur 13 Mal für Boston in der MLB auf, bevor diese ihn am 11. Mai 1933 für Joe Mowry zu den Cleveland Indians tauschten. Bei den Seattle Indians, einem Farmteam der Cleveland Indians, machte 130 Spiele in der Double-A. 1934 sollte sein letztes Jahr in der MLB werden und er machte am 10. August 1934 im Alter von 31 Jahren gegen die Detroit Tigers sein letztes Spiel. In diesem Spiel spielte er im Leftfield und kam auf einen Hit und ein Strikeout. Das Spiel verloren die Indians mit 5 zu 6.
Holland verstarb Mitte Juni 1967 im Alter von 63 Jahren. Er wurde auf dem Oak Grove Cemetery in Maxton (North Carolina) bestattet.